# Médaille de Juillet
La médaille de Juillet est une décoration honorifique envisagée par Louis-Philippe Ier pour remercier ceux qui l'avaient aidé à renverser Charles X et à établir une monarchie constitutionnelle, la Monarchie de Juillet. Deux récompenses ont été créées pour les citoyens qui se distinguèrent durant les Trois Glorieuses (les 27, 28 et 29 juillet 1830) : la croix de Juillet et la médaille de Juillet.

## Genèse
La médaille de Juillet fut créée par l’ordonnance du 13 mai 1831. Elle était destinée à récompenser « les citoyens qui accomplirent des actes de courage durant ces journées, mais dont le dévouement à la cause de la Liberté ne justifiait pas l’attribution de la Croix de Juillet ». La médaille fut remise avec un diplôme à 3 763 titulaires. À la différence des titulaires de la Croix de Juillet, ceux de la médaille n’avaient pas à prêter serment au Roi et à la Charte.

## Insigne
La médaille de Juillet est une médaille ronde, en argent, de 35 mm de diamètre. Sur l’avers, on trouve à l’intérieur d’une couronne de feuille de chêne, un coq gaulois posé sur un drapeau. L'ensemble étant entouré de la mention : « À SES DÉFENSEURS LA PATRIE RECONNAISSANTE ». Sur le revers, sont inscrites les dates 27, 28, 29, à l’intérieur de trois couronnes de laurier entrelacées, entourées par la devise « PATRIE  LIBERTÉ », et surmontant le millésime « JUILLET  1830 ». Sur la tranche de la médaille était gravée l’inscription « DONNÉ PAR LE ROI DES FRANÇAIS ».